# Bernard Yerlès

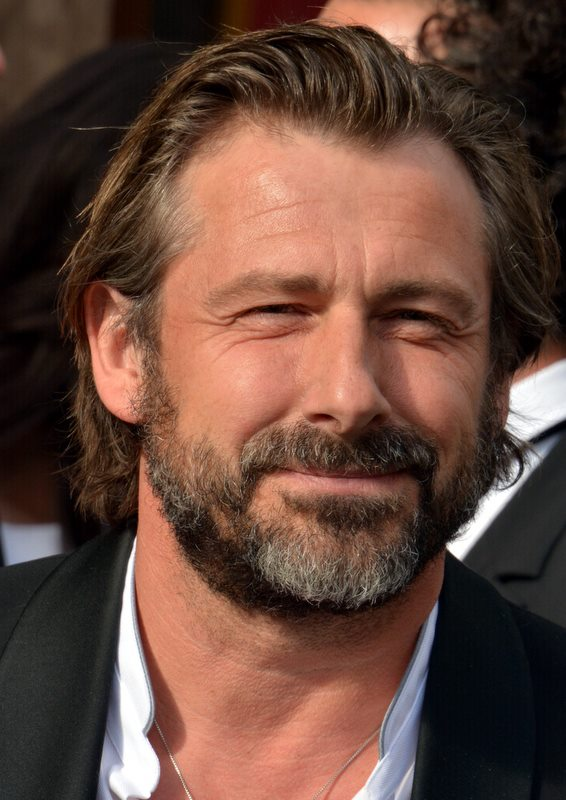
Bernard Yerlès (2014)

Bernard Yerlès (* 11. Januar 1961 in Etterbeek, Brüssel) ist ein belgischer Schauspieler.

## Leben
Bernard Yerlès wurde als Sohn von Pierre Yerlès und Eliane Martin geboren. Sein Bruder ist ebenfalls Schauspieler. Er studierte Schauspiel am Institut national supérieur des arts du spectacle et des techniques de diffusion in Brüssel und spielte anschließend über zehn Jahre als Theaterschauspieler in Belgien. Sein Leinwanddebüt gab er in einer kleinen namenlosen Rolle als Mann im Zug in dem 1991 erschienenen und von Jaco Van Dormael inszenierten Drama Toto der Held.

## Filmografie (Auswahl)
- 1991: Toto der Held (Toto le héros)
- 1993: Nestor Burmas Abenteuer in Paris (Nestor Burma) (Fernsehserie, eine Folge)
- 1995: Die Anfänger (Les apprentis)
- 1995: Eine gefährliche Frau (La femme dangereuse)
- 1999: Ein Engel fällt vom Himmel (L’ange tombé du ciel)
- 2000: La vache et le président
- 2003: Laisse tes mains sur mes hanches
- 2004: Au secours, j’ai 30 ans!
- 2005: Tout pour plaire
- 2012: Nos plus belles vacances
- 2014: Le casse des casses